# 结构光
结构光是一组由投影仪和摄像头组成的系统结构，常用在3D視覺技術上。用投影仪投射特定的光信息到物体表面后及背景后，由摄像头采集。根据物体造成的光信号的变化来计算物体的位置和深度等信息，进而复原整个三维空间。

## 应用
Kinect for XBOX 360。